# Connective
Connective is een Belgisch softwarebedrijf en aanbieder van software voor digitale identificatie en digitale handtekeningen.

Naast het hoofdkantoor in Antwerpen heeft het bedrijf vestigingen in Parijs, Amsterdam, New York, Barcelona, Kopenhagen en Toulouse.

## Geschiedenis
Het sofwarebedrijf werd in 2014 opgericht door technisch ingenieur Eric Bohner en vestigde zich in Antwerpen, België, als startup. Na onder andere een investering van 4,5 miljoen euro door Pamica groeide het bedrijf uit tot een FinTech scale-up.
In 2017 startte het bedrijf de samenwerking met iCapps, een gespecialiseerd bedrijf in het ontwerpen en ontwikkelen van business apps voor mobiele toestellen, web apps en complete systemen. Dit zorgde voor verdere ontwikkeling van gebruiksvriendelijke user interfaces en apps die geïntegreerd konden worden in bestaande processen en desgewenst ook aangepast konden worden aan de huisstijl van klanten.
In 2019 verliet oprichter Bohner het bedrijf en werd CEO van Antenor.

## Producten
De software van het bedrijf wordt in verschillende sectoren toegepast, zoals financiële dienstverlening, verzekeringen, overheidsinstellingen en vastgoed.

Het belangrijkste product van het bedrijf is eSignatures software. Hiermee is het mogelijk om documenten digitaal te ondertekenen met verschillende types van digitale handtekeningen, waaronder een gekwalificeerde elektronische handtekening met itsme..

De software heeft standaard integraties met verschillende CRM’s en applicaties waaronder Salesforce, Microsoft Power Automate, Silverfin, SAP, Remmicom, etc.
De handtekening software voldoet aan de verschillende verordeningen en wetten, waaronder de Europese eIDAS verordening.